# Neoscopelus
Neoscopelus is een geslacht van straalvinnige vissen uit de familie van lantaarndragers (Neoscopelidae).

## Soorten
Er komen 3 soorten binnen het geslacht voor:
- Neoscopelus macrolepidotus J. Y. Johnson, 1863
- Neoscopelus microchir Matsubara, 1943
- Neoscopelus porosus R. Arai, 1969